# Initiative populaire « Quatrième initiative populaire contre l'emprise étrangère »
L'initiative populaire « Quatrième initiative populaire contre l'emprise étrangère  », dite « pour la protection de la Suisse », est une initiative populaire suisse, rejetée par le peuple le 13 mars 1977.

## Contenu
L'initiative demande l'ajout d'un article 69quater à la Constitution fédérale limitant le nombre d'étrangers résidents en Suisse à 12,5 % de la population globale du pays. En cas de dépassement de cette limite, l'initiative prévoit une limitation des nouvelles autorisations de séjour ainsi que du renouvellement et de la prolongation des autorisations existantes.
Le texte complet de l'initiative peut être consulté sur le site de la Chancellerie fédérale.

## Déroulement

### Contexte historique
Comme son nom l'indique, cette initiative est la quatrième contre la surpopulation étrangère. Alors que la première, lancée en 1965 par le parti démocratique du canton de Zurich avait été retirée en mars 1968, la seconde et la troisième avaient été rejetée en votation respectivement le 7 juin 1970 et le 20 octobre 1974.
Ces deux initiatives avait été lancée devant l'augmentation de la population étrangère dans le pays qui, après avoir dépassé le 15 % en 1914 et être redescendue à 6 % au milieu des années 1950, avait connu une brusque augmentation à 10 % en 1960 puis à 14 % en 1966 et 16 % en 1969, et ceci malgré plusieurs mesures de régulation et de réduction de la main d'œuvre étrangère qui restèrent sans grand effet, l'augmentation étant principalement provoquée par des frontaliers, des saisonniers et des enfants de moins de 16 ans.
Après le rejet de la seconde initiative populaire, le gouvernement fédéral instaure, le 16 mars 1970, une nouvelle réglementation limitant le nombre des étrangers exerçant une activité lucrative en Suisse ; cette réglementation transforme le plafonnement par entreprise, alors en vigueur, en le remplaçant par un plafonnement global. Ce nouveau système permet de stabiliser, dès la fin de l'année 1970, le nombre d'étrangers établis en Suisse qui se réduit même légèrement lors des trois années suivantes. À la suite de la récession marquée du début des années 1970, de nouvelles mesures sont prises, provoquant la diminution du nombre d'étrangers résidents de près de 52 000 en 1975, représentant une moyenne de 16 % de la population.
Malgré cette diminution, le « Mouvement national d'action républicaine et sociale » fondé par le député zurichois James Schwarzenbach après son départ de l'Action nationale, lance cette nouvelle initiative en parallèle avec une autre qui vise elle à limiter les naturalisations.

### Récolte des signatures et dépôt de l'initiative
La récolte des 50 000 signatures nécessaires a débuté le 30 juin 1972. Le 12 mars de l'année suivante, l'initiative a été déposée à la chancellerie fédérale qui l'a déclarée valide le 9 avril.

### Discussions et recommandations des autorités
Le parlement et le Conseil fédéral recommandent tous deux le rejet de cette initiative. Dans son message adressé à l'assemblée, le Conseil fédéral calcule que, en cas d'acceptation de celle-ci, près de 30 000 étrangers devraient quitter le pays chaque année pendant les 10 années suivant son entrée en vigueur pour atteindre le quota fixé. Ces départs, selon le gouvernement, seraient très difficilement gérables sur le plan économique et humain pour les personnes concernées ainsi que sur le plan politique pour les relations de la Suisse avec les pays voisins.

### Votation
Soumise à la votation le 13 mars 1977, l'initiative est refusée par la totalité des 19 6/2 cantons et 70,5 % des suffrages exprimés. Le tableau ci-dessous détaille les résultats par cantons :

## Effets
Le même jour où cette initiative est rejetée, l'autre initiative demandant une limitation des naturalisations l'est également. Ces deux refus marqueront la fin de la série des initiatives dites « contre la surpopulation étrangère » des années 1970.
Dans les années suivantes cependant, de nouvelles initiatives seront à nouveau déposées sur ce thème : « pour la limitation de l'immigration » en 1985, « contre l'immigration clandestine » en 1993 et « pour une réglementation de l'immigration » en 1997 ; elles seront toutes refusées en votation.